# Cheilosia laticornis
Cheilosia laticornis es una especie de sírfido. Se distribuyen por el paleártico en Eurasia y el Magreb.